# Martin Pohle
Gottfried Carl Martin Pohle (* 16. Juni 1899 in Düsseldorf; † 10. August 1970 in Sprendlingen, Kreis Offenbach) war ein deutscher Maler und Grafiker.

## Leben
Martin Pohle wurde als Sohn des Fabrikanten und Kaufmanns Friedrich Pohle geboren. Die Schulausbildung am Realgymnasium schloss er 1914 mit der mittleren Reife ab und absolvierte anschließend bis 1916 eine Lehre im Architekturbüro Gustav August Munzer in Düsseldorf. Kriegsbedingt besuchte er danach die Handelsschule und arbeitete als Volontär im kaufmännischen Bereich der elterlichen Firma. Im Juli 1918 wurde er zum Militär eingezogen. Er nahm noch am Ersten Weltkrieg teil, beteiligte sich aktiv an der Novemberrevolution und wurde 1919 infolge einer offenen Lungen-TBC, einer Krankheit, die ihn auch später immer wieder beeinträchtigte, als hundertprozentig erwerbsunfähig aus dem Wehrdienst entlassen.
1922 bis 1925 studierte Pohle an der Staatlichen Hochschule für bildende Kunst Weimar in der Klasse von Professor Walther Klemm und arbeitete danach als freischaffender Kunstmaler in Weimar. 1925 trat er in die KPD ein und widmete sich verstärkt auch der politischen Arbeit. Anfang der 1930er Jahre gehörte er zu den Mitbegründern der Ortsgruppen Weimar des Bundes der Freunde der Sowjetunion, des Linkskartells der Geistesarbeiter und speziell 1932 mit Alfred Ahner, Paul Bärmann und Bruno Voigt der Assoziation revolutionärer bildender Künstler Deutschlands (ASSO) und war deren politischer Leiter. Nach dem Verbot der Organisationen 1933 durch die Nationalsozialisten setzte er die antifaschistische Arbeit illegal in der Gruppe Götting und später ab 1943 in der Gruppe Wallmüller fort. Er arbeitete mit bei der Herausgabe und Verteilung des illegalen Presseorgans Der Rebell, begleitete Funktionen im Parteiapparat, war Kurier und Anlaufstelle. 1933 wurde er erstmals verhaftet und zu zwei Wochen Gefängnis verurteilt. Im gleichen Jahr kam er als Schutzhäftling in das KZ Bad Sulza, wurde aber im Rahmen einer Amnestie wieder entlassen.
Bei seiner künstlerischen Arbeit war Pohle ständigen Schikanen ausgesetzt mit dem Ziel, ihn zu isolieren und wirtschaftlich zu ruinieren. Bei Hausdurchsuchungen durch die Gestapo wurden Arbeiten von ihm zerstört. 1938 bis 1941 lebte er deshalb mit dem Kunstmaler Arthur Hennig (1888–1945) in Bad Berka. Als dieser 1945 von der Gestapo in Weimar (Webicht) ermordet wurde, nahm er dessen Sohn Rolf Hennig (1931–2011) als Pflegesohn an. 1937 wurde Pohle für wehruntauglich erklärt und führte auch als Luftschutz-Bereichsführer 1943 den illegalen Widerstand gegen das Nazi-Regime fort. 1941 lernte er den Weimarer Grafiker und Drucker Arno Fehringer kennen, mit dem ihn fortan eine enge Freundschaft verband.
Nach 1945 war Pohle, ab 1946 Mitglied in der SED, bis 1955 in verschiedenen politischen Funktionen in Verwaltung, Gewerkschaft und Kultur auf kommunaler, Kreis- und Landesebene tätig. In Weimar war er Mitglied der kurzlebigen losen Künstlergruppe Ackerwand, der u. a. Christof Grüger, Harry Schmidt-Schaller, Eberhard Steneberg (1914–1996) und Konrad Weichberger angehörten. 1946 war er Mitbegründer und Vorsitzender des Schutzverbandes Bildender Künstler (später Verband Bildender Künstler der DDR) in Weimar sowie 1953 der verbandseigenen Verkaufsgenossenschaft Lucas Cranach ebenda. Zur künstlerischen Arbeit kam er kaum noch. Ab 1950 nahm er nicht mehr an Ausstellungen teil. In Zusammenhang mit dem Formalismusstreit legte er sich zunehmend mit der Parteiführung an. 1957 erblindete er auf dem linken Auge. 1958 reiste er in die BRD aus, lebte anfangs bei seiner Schwester in Gelnhausen, bis 1965 in Frankfurt am Main und danach bis zu seinem Tod in der Familie seines Pflegesohnes in Sprendlingen. 1959 wurde er aus der SED ausgeschlossen. Viele seiner Werke verblieben in Weimar und wurden von Arno Fehringer bewahrt. Als Mensch war Pohle Verfechter eines freiheitlichen Sozialismus, bei dem die persönliche Würde und Freiheit unangetastet bleiben, gepaart mit der Verpflichtung zu sozialer Verantwortlichkeit.

## Werk
Als Maler zählte sich Pohle schon während der Nazizeit zu einer modernen expressiven Richtung. Er arbeitete in unterschiedlichen Techniken von der Zeichnung (Bleistift, Tusche, Kohle, Pastell, Aquarell) über Radierung, Linolschnitt bis zum Ölbild. Vom Frühwerk mit Darstellungen verarmter Menschen (Im Abseits der Großstadt, 1930), von Arbeiterdemonstrationen (Aufruhr, 1930), aber auch erotischer Szenen (Neues Jahr, 1930) ist nur wenig erhalten. Zum grafischen Werk zählen der Faust-Zyklus (Linolschnitt) und eine Serie von Radierungen zum Thema Totentanz. Um 1940 schuf er farbintensive Gemälde, bei denen er mit religiösen Darstellungen (Geißelung, Golgatha, Kreuzabnahme) Nationalsozialismus und Krieg an den Pranger stellte. Ab Ende der 1940er Jahre rückten nach expressionistischen Bildern (Salome, Dance macabre bourgeoisie, Traumtier) verstärkt formale geometrische Kompositionen (Ships who past in the night, Komposition V) in den Mittelpunkt seines Schaffens.

## Ausstellungsbeteiligungen (unvollständig)
- 1946: Weimarer Künstler stellen aus, Weimar[17]
- 1947: 1. Landesausstellung bildender Künstler Thüringens, Erfurt (Jurymitglied)[18]
- 1948: Künstler Schaffen.1945–48, Weimar, Schloss (auch Ausstellungsleitungs- und Jurymitglied)[19]
- 1948: Ausstellung Thüringer Künstler, Gotha[16]
- 1949: Thüringer Kunst im Goethejahr, Weimar (auch Jurymitglied)[13]
- 1949: 2. Deutsche Kunstausstellung, Dresden

### Postum
- 2008: Aufbruch in die Moderne, Lutherstadt Wittenberg (Cranach-Stiftung)[11]
- 2011: Zwischen Bedrängnis und Widerstand, Lutherstadt Wittenberg (Cranach-Stiftung)[12]